# Рудолф IV фон Вертхайм
Рудолф IV фон Вертхайм (на немски: Rudolf IV von Wertheim; * ок. 1288, Вертхайм; † 6 януари 1355) е граф на Вертхайм.

## Произход
Той е син на граф Рудолф II фон Вертхайм (ок. 1236 – 1303/1306) и съпругата му Мехтилд фон Дюрн († ок. 1292), дъщеря на Рупрехт II фон Дюрн-Форхтенберг († 1306) и Мехтилд фон Хоенлое-Браунек († 1293). Баща му се жени пр. 27 март 1293 г. за Кунигунда II фон Баден († 1315), дъщеря на маркграф Рудолф I фон Баден († 1288).

## Фамилия
Рудолф IV се жени ок. 1321 г. за Елизабет Райц фон Бройберг (ок. 1296 – 1358), дъщеря на Еберхард III фон Бройберг († 1323) и Мехтилд фон Валдек († 1340). Те имат децата:
- Еберхард I фон Вертхайм († 1373), граф на Вертхайм, женен пр. 29 юни 1338 г. за Катарина фон Хоенцолерн-Нюрнберг († 1373)
- Херман († 1375), капитулар на Вюрцбург
- Лудвиг († 1419), в Светия орден във Вюрцбург
- Рудолф († 1402), губернатор на Вюрцбург
- Бопо († 1374), провост на Св. Петер и Александер в Ашафенбург
- Агнес († 1373), мистрес на Фрауенцел
- Аделхайд († 1366), мистрес на Герлахсхайм
- Кунигунда († 1358), омъжена на 27 февруари 1349 г. за граф Ото II фон Хоенберг († 1379/1385)
- София († 1389), омъжена пр. 28 юли 1355 г. за граф Йохан I фон Изенбург-Бюдинген († 1395)